# Goldschmidt (Mondkrater)
Goldschmidt ist ein Einschlagkrater auf dem Mond im Norden der Mondvorderseite. Der Kraterrand ist relativ stark erodiert und der westliche Teil wird von dem jüngeren Krater Anaxagoras überdeckt.
| Buchstabe | Position          | Durchmesser | Link |
| --------- | ----------------- | ----------- | ---- |
| A         | 72,49° N, 2,53° W | 7 km        |      |
| B         | 70,6° N, 6,81° W  | 10 km       |      |
| C         | 71,14° N, 6,13° W | 8 km        |      |
| D         | 75,39° N, 7,76° W | 14 km       |      |

Der Krater wurde 1935 von der IAU nach dem deutsch-französischen Astronomen Hermann Goldschmidt benannt.